# StarFire EKS
A StarFire EKS é uma guitarra eléctrica que tem iguais caracteristicas com a fender stratocaster ,como uma cópia  ,guitarra vintage bem rara de se ver 
```
fabricada Nagoya, no Japão nos anos 80 ,na fabrica da Yasuma Musical Instrument Company  que tambem fabricava  instrumentos  de cordas para a yamaha
```

corpo - madeira escura e pesada , tipo um cedro
braço- marfin
3 single coil vintage,resistence 9,4k  cada um
https://spinditty.com/instruments-gear/Japanese-Manufacturers-of-Made-In-Japan-Badged-Guitars-from-1950-to-1980